# غلستانه (مقاطعة دلفان)
غلستانه (بالفارسية: گلستانه) هي قرية تقع في قسم كاكاوند الشرقي الريفي (مقاطعة دلفان) في إيران. يقدر عدد سكانها بـ 439 نسمة بحسب إحصاء 2016.